# Pfannenstiel-Zürichberg-Kette

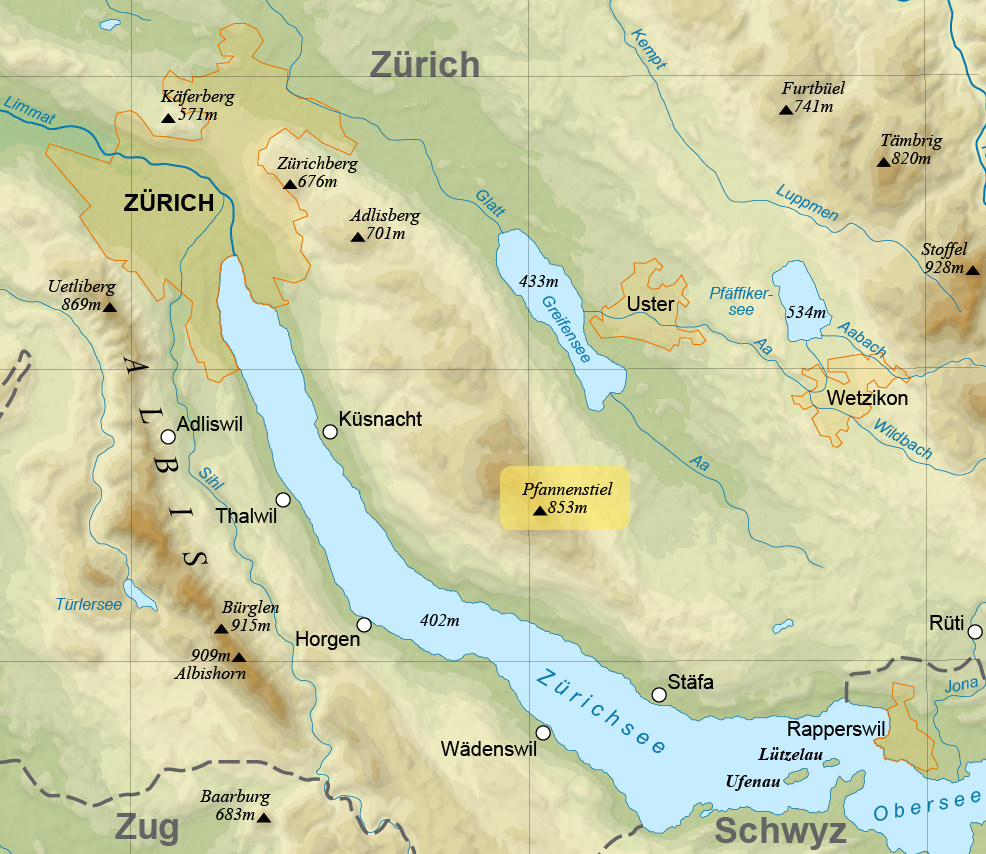
Die Pfannenstiel-Zürichberg-Kette zwischen den Hügeln nordöstlich von Stäfa und dem Zürichberg im Nordwesten

Die Pfannenstiel-Zürichberg-Kette oder Pfannenstielkette ist eine Hügelkette im Kanton Zürich (Schweiz) zwischen dem Zürichsee im Südwesten und dem oberen Glatttal (Aa-Bach, Greifensee und Glatt) im Nordosten. Der rund 19 Kilometer lange Hügelzug erhebt sich nordwestlich der Glatttalschwelle bei Hombrechtikon und erstreckt sich nach Nordwesten über den Pfannenstiel und einige weitere Hügel bis zum Zürichberg in Zürich. Der höchste Punkt des Pfannenstiels ist mit 853 m ü. M. auch die höchste Erhebung der Kette.
Die im Südosten zu ihr gehörenden Hügel haben relativ geringe Höhen und sind wenig ausgeprägt. Am klarsten tritt der Stollen (661 m ü. M.) als selbständiger Hügel in Erscheinung. Im Nordwesten folgt dem Pfannenstiel der zweithöchste Hügel der Kette, der Wassberg (748 m ü. M.). Zwischen diesen beiden Hügeln liegt als deutliche Zäsur in der Hügelkette der Forch genannte Sattel (679 m ü. M.), über den eine von Zürich kommende schmalspurige Vororteisenbahn, die Forchbahn, und die Forchautostrasse (A52), eine autobahnähnliche Autostrasse führen. An den Wassberg schliessen im Nordwesten die wenig ausgeprägten Hügel Guglen (708 m ü. M., westlich Ebmatingen) und Oeschbrig (Oettlisberg, 698 m ü. M., am Rand von Zürich-Witikon) an. Wieder deutliche Erhebungen sind die Hügel im Stadtgebiet von Zürich, der Adlisberg (701 m ü. M.) und der  Zürichberg (676 m ü. M.).

## Geologie und Geographie

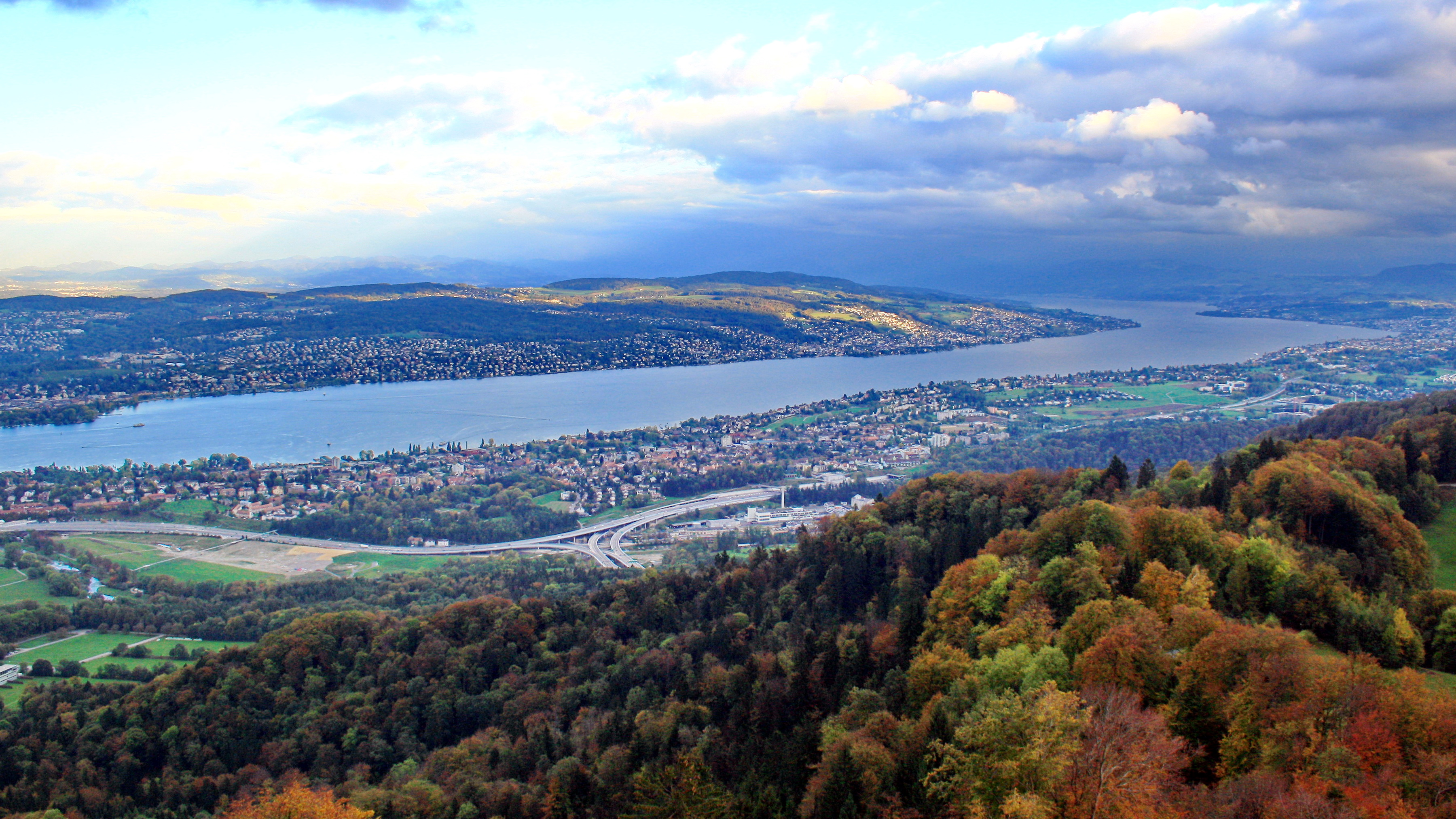
Die Pfannenstielkette auf der anderen Zürichseeseite vom Uetliberg gesehen

Entstanden ist der Höhenzug im Tertiär. Häufig treten am Pfannenstiel in den Gesteinen der Oberen Süsswassermolasse Nagelfluhschichten auf, die einer eigenen kleinen Schüttung (Pfannenstiel-Schüttung) oder einem langen Arm der Hörnlischüttung entstammen. Sie wechseln sich ab mit  Sandstein- und Mergelschichten, seltener ist Kalk. Eiszeitliche Ablagerungen des Linthgletschers – die Hügelkette war in der Würm-Eiszeit vollständig vom Gletscher überdeckt – liegen mancherorts über der Molasse. Im Jörentobel bei Fällanden hat der Gletscher eine grosse Gruppe von erratischen Blöcken hinterlassen.
Die Hügel westlich des Milchbucks zwischen Limmattal und Furttal (Käferberg, Gubrist, Altberg) werden nicht mehr zur Kette gezählt.
Entlang der Pfannenstielkette liegen zahlreiche Dörfer: An der Goldküste, dem Nordufer des Zürichsees, sind dies von West nach Ost die folgenden Gemeinden: Zürich, Zollikon, Küsnacht, Erlenbach, Herrliberg, Meilen, Uetikon am See, Männedorf und Stäfa. An den Hängen über dem See liegen die Dörfer Witikon (heute ein Stadtteil von Zürich), Zollikerberg, die Gemeinde Zumikon und einige Weiler auf dem Küsnachterberg, von Herrliberg und Meilen. Auf der Ostseite liegen am Hangfuss (von Nordwest nach Südost) der Zürcher Stadtteil Schwamendingen, Dübendorf, Fällanden, Maur sowie Uessikon am Greifensee und Mönchaltorf. Am Osthang liegen die Dörfer Gockhausen (zu Dübendorf), Pfaffhausen und Benglen (Gemeinde Fällanden), Binz, Ebmatingen und Aesch (zu Maur), Egg und Oetwil am See.
Zu den wichtigsten Bächen der Pfannenstielkette zählen der Küsnachter Dorfbach und der Wehrenbach, die beide in den Zürichsee münden. Die Bäche südlich davon (Erlenbacher Dorfbach, Meilemer Dorfbach) und die zahlreichen Bäche an der Ostseite der (Mettlenbach, Tüfentalerbach, Uessiker Dorfbach, Dorfbach (Maur), Rohrbach, Aschbach, Breitibach, Geerenbach, Gockhuserbach, Chämmeterbach, Sagentobelbach) sind meist nur kurz und führen wenig Wasser.

## Naherholungsgebiet

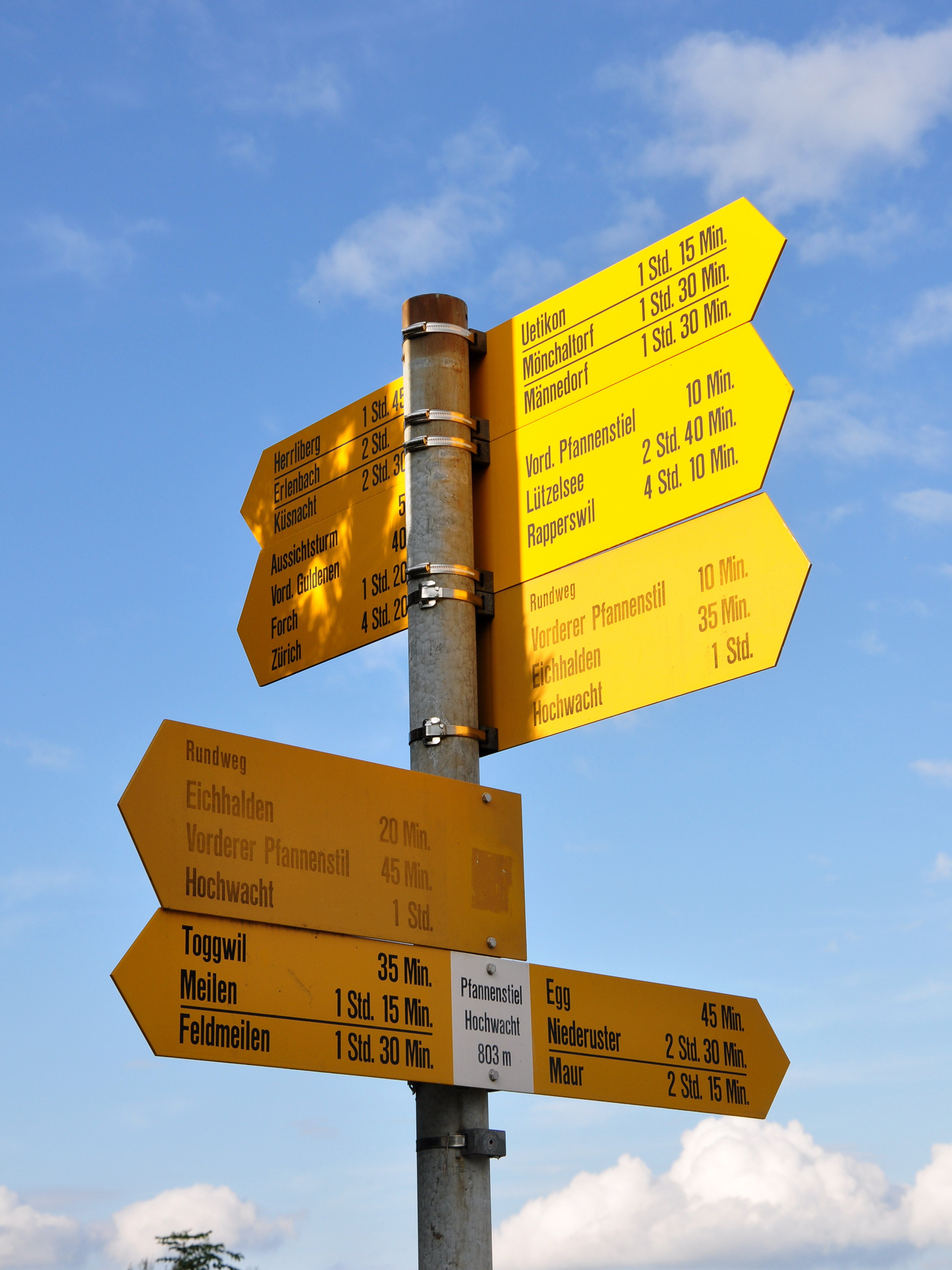
Wanderwegweiser bei der Hochwacht auf dem Pfannenstiel. Beginn der Pfannenstiel-Zürichberg-Kette in etwa bei Uetitkon (Wanderzeit 1 Stunde 15 Minuten), Ende auf Zürichberg (Wanderzeit 4 Stunden 20 Minuten). 5 Stunden und 35 Minuten Wanderzeit dazwischen entsprechen etwa 22 Kilometer Weglänge

Die Pfannenstiel-Zürichberg-Kette ist ein beliebtes Naherholungsgebiet im Kanton Zürich. Unweit des höchsten Punktes auf dem Pfannenstiel steht ein Aussichtsturm, der einem Neubau auf dem Zürcher Oberländer Berg Bachtel weichen musste und hier wieder aufgebaut wurde. Gleich unterhalb des Turms steht ein Gasthaus. Im Winter wird bei den Weilern Vorder- und Hinter-Guldenen auf dem Pfannenstiel bei genügend Schnee eine Langlaufloipe angelegt. Nordwestlich der Forch steht das Wehrmännerdenkmal (Forchdenkmal). Am südöstlichen Hang des Wassberges gibt es ein Landgasthaus. Auf dem Adlisberg steht ein weiterer Aussichtsturm (Aussichtsturm Loorenkopf), und nahe beim höchsten Punkt des Zürichbergs befindet sich der Zoologische Garten von Zürich. Der gesamte Höhenrücken ist gut mit öffentlichen Verkehrsmitteln zu erreichen: mit dem Bus zur Vorderen Hochwacht (Pfannenstiel), mit der Forchbahn zum südlichen Hauptberg und zum Wassberg, mit dem Bus in Zürich bis Witikon zum Öschbrig und zum Adlisberg und mit dem Tram und zwei Standseilbahnen in Zürich zum Zürichberg.